# Fernschnellzug

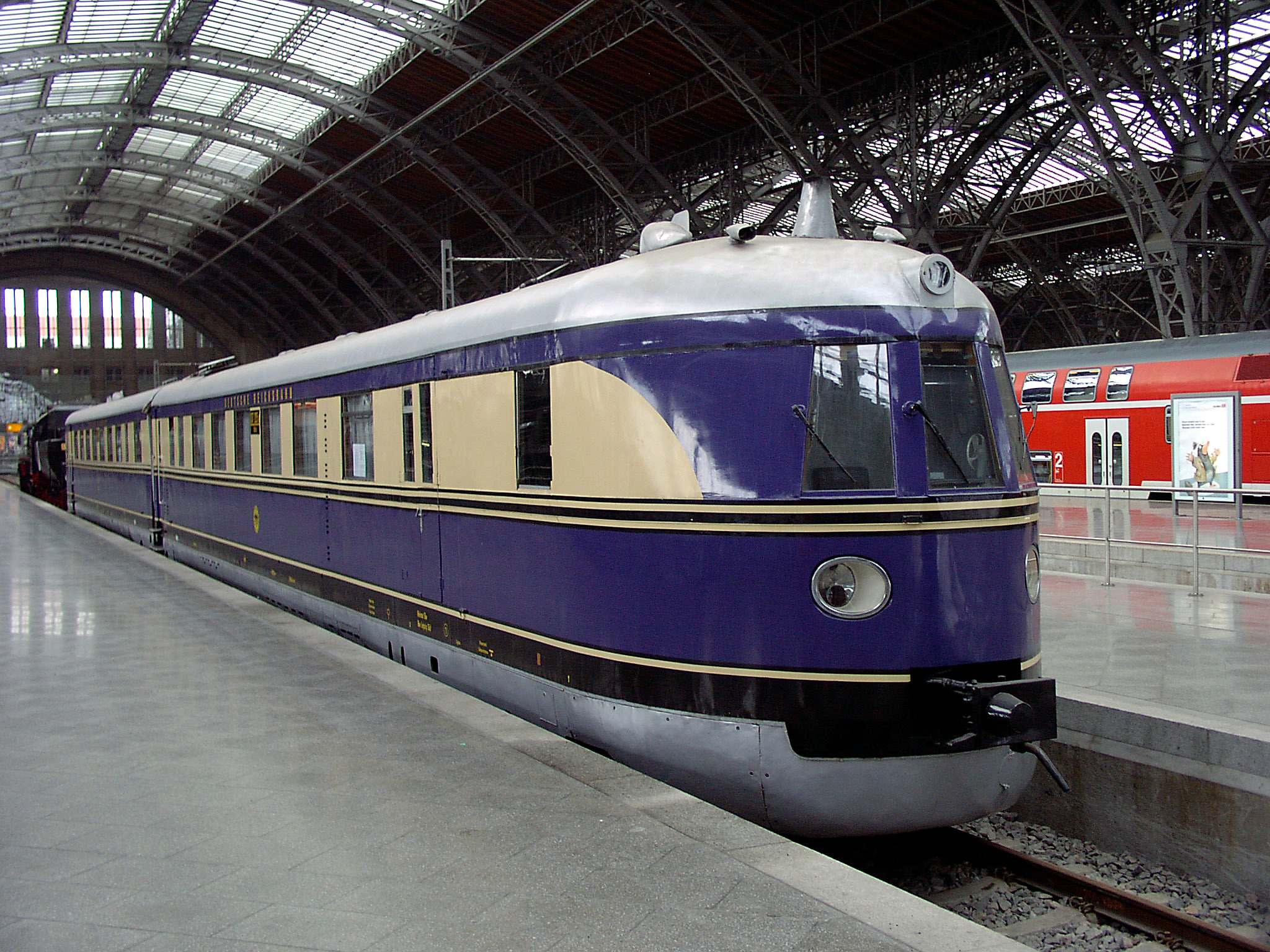
Schnellverbrennungstriebwagen der Bauart Hamburg, eingesetzt als Fernschnellzug

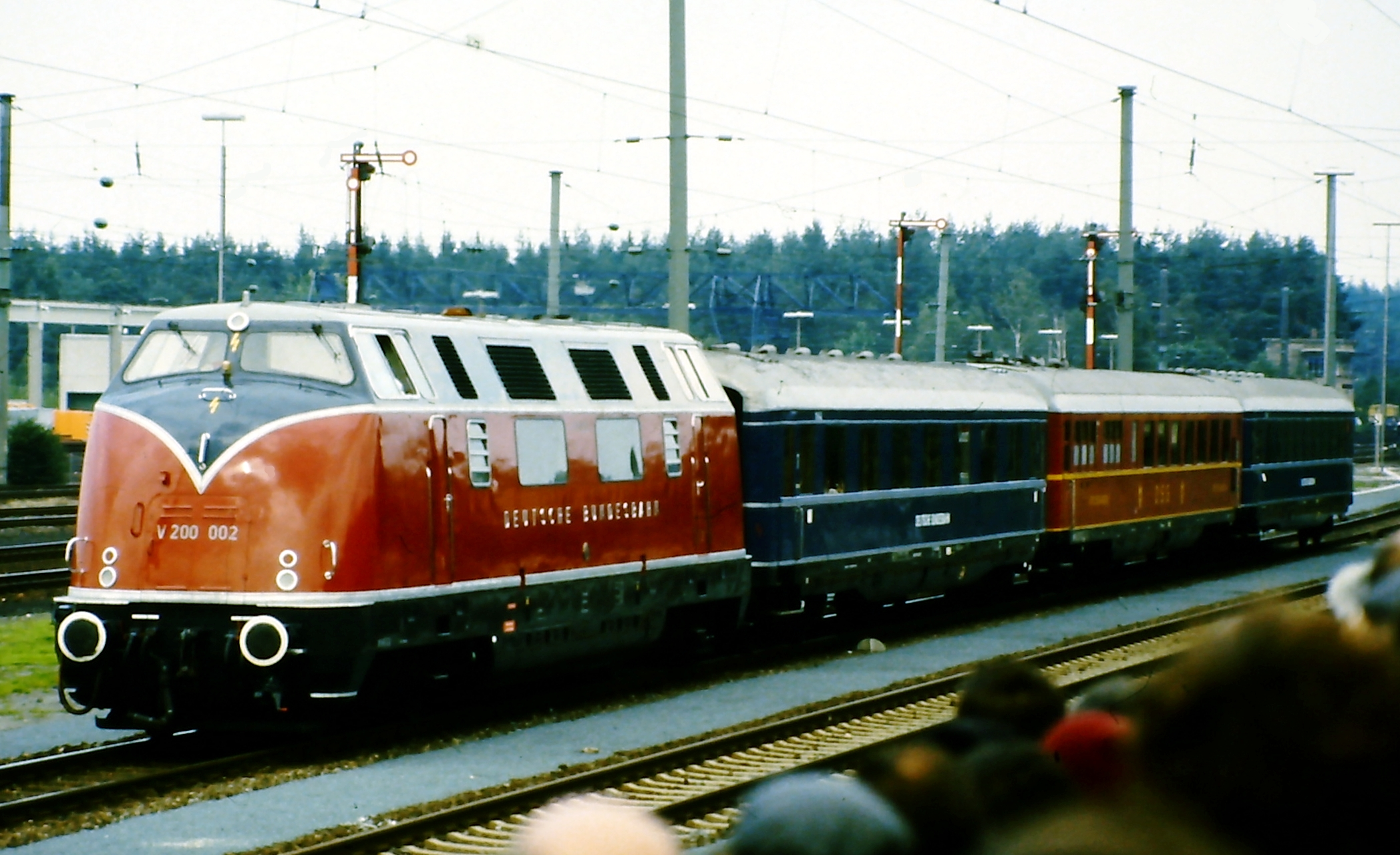
Fernschnellzug-Garnitur der 1950er Jahre bei der Fahrzeugparade zum Jubiläum 150 Jahre Deutsche Eisenbahnen, Nürnberg 1985

Der Fernschnellzug (abgekürzt FD, ab Fahrplanwechsel vom 20. Mai 1951 F), teilweise auch F-Zug, FD-Zug, Fern-D-Zug oder Ferndurchgangszug genannt, war eine Zuggattung, mit der die Deutsche Reichsbahn (DR) und die Deutsche Bundesbahn (DB) den Fernverkehr zwischen Großstädten im gehobenen Komfort- und Preissegment bedienten. Für Fernschnellzüge wurde ein besonderer Zuschlag zum Fahrpreis erhoben. Eingeführt wurden sie von der Deutschen Reichsbahn im Jahr 1923. Fernschnellzüge verbanden – mit kriegsbedingter Unterbrechung von 1940 bis 1946 – bis zur Einführung der Intercity-Züge 1971 die deutschen Wirtschaftszentren. Bis 1940 verkehrten sie im damaligen Deutschen Reich, ab 1946 weitgehend beschränkt auf die Bundesrepublik Deutschland, jeweils unter Einbeziehung wichtiger Ziele im benachbarten Ausland. Aus Triebwagen gebildete Fernschnellzüge wurden von 1935 bis 1956 unter der Zuggattung Fernschnelltriebwagen mit dem Kürzel FDt bzw. Ft geführt.

## Deutsche Reichsbahn

### Entwicklung

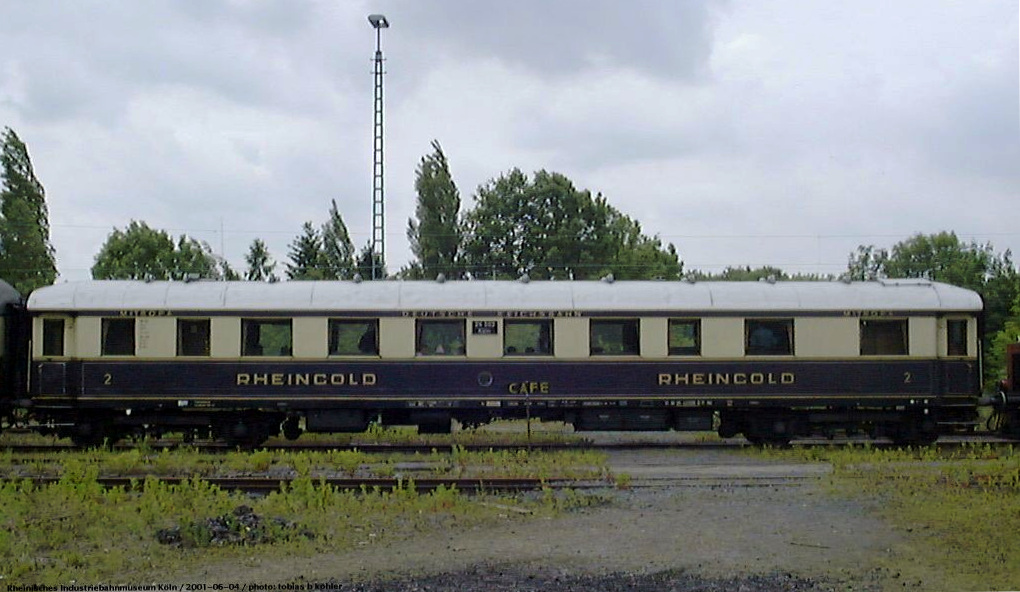
Rheingoldwagen von 1928

Eingeführt wurde der Fernschnellzug zum 1. Juli 1923, an diesem Tag nahmen mit dem FD 23/24 zwischen Berlin und Hamburg und dem FD 79/80 zwischen Berlin und München die ersten beiden Zugpaare ihren Dienst auf. Die neue Zuggattung erhielt vor der Zugnummer als Gattungskürzel die Buchstaben FD, im Kursbuch als Fernschnellzug aus Durchgangswagen definiert. Hauptunterschied zum Durchgangszug (D) war, dass er nur die (alte) 1. und 2. Klasse führte, während die meisten Durchgangszüge die 1. bis 3. Wagenklasse führten. Die Kundschaft, die sich das exklusive Angebot leisten konnte, war begrenzt, es reichten für jede Zuggarnitur zwei bis drei Wagen aus, so dass der relativ leichte Zug, bei zudem nur wenigen Zwischenhalten, auch besonders schnell – das hieß 1923 mit einer Reisegeschwindigkeit von 65–76 km/h – unterwegs sein konnte. Die Züge führten in der Regel außer Sitzwagen mit beiden Polsterklassen Speise- und Gepäckwagen. Postwagen wurden dagegen nicht mitgeführt, die Höchstgeschwindigkeit betrug anfangs 110 km/h. Dafür wurde ein besonderer Zuschlag zum Fahrpreis erhoben, der preislich über dem Zuschlag für Durchgangszüge lag. Gefahren wurde anfangs mit damals modernen und leistungsstarken Dampflokomotiven der Baureihen S 10 und S 3/6, später mit denen der Baureihen 01 und 03. Aufgrund der schwierigen, durch Inflation und Ruhrbesetzung geprägten Situation setzte die Deutsche Reichsbahn den Verkehr ihrer ersten beiden Fernschnellzüge bereits im Herbst 1923 wieder aus und nahm ihn erst 1925 wieder auf. Zum Fahrplanwechsel im Mai 1925 kamen außer den beiden 1923 eingeführten Zugpaaren weitere Verbindungen dazu, unter anderem zwischen Berlin und Köln sowie als Ersatz für den eingestellten Berlin-London-Express zwischen Berlin und Hoek van Holland. In den Folgejahren wurde das Netz weiter ausgebaut, so mit Verbindungen zwischen Frankfurt/Main und Berlin und einem zweiten FD-Paar zwischen Hamburg und Berlin. Zwischen 1929 und 1934 führte die Reichsbahn auch einige Nachtzugverbindungen als Fernschnellzüge, teils als reine Schlafwagenzüge, die im internen Zugverzeichnis als FDsl bezeichnet wurden.
Im Sommerfahrplan 1930 fuhren 18 FD-Zugpaare, Ab 1933 verkehrten als Fernschnellzüge auch die neuen Schnellverbrennungstriebwagen (SVT) der Bauart Fliegender Hamburger sowie später deren Folgebauarten. Sie führten, mit Ausnahme der mit zweiklassigen Triebzügen (2./3. Klasse) der Bauart Leipzig bedienten Verbindung FDt 45/46 zwischen Berlin Stadtbahn und Beuthen über Breslau, nur die damalige 2. Wagenklasse. Ein Teil der FD-Züge wurden in den 1930er Jahren, als zunehmend SVT zur Verfügung standen, durch FDt-Züge abgelöst. Eine weitere Entwicklung in den 1930er Jahren war, dass viele Fernschnellzüge nur noch werktags verkehrten. Mit den Serientriebwagen der Bauart Hamburg konnten ab 1935 auch auf den Strecken
- Berlin Schlesischer Bahnhof–Köln (FDt 15/16, „Fliegender Kölner“)[6] und
- Berlin–Frankfurt (Main) (FDt 571/572, „Fliegender Frankfurter“) Schnelltriebwagenverbindungen angeboten werden. Der „Fliegender Frankfurter“ verkehrte ab dem 15. August 1935.[7]
- Weiter wurde eine Verbindung München–Berchtesgaden (FDt 721/722)[8] eingerichtet.

Beachtlich waren die in den 1930er Jahren mit den Fernschnellzügen erreichten Durchschnittsgeschwindigkeiten. Die Schnellverbrennungstriebwagen erreichten auf der Strecke von Hannover nach Hamm, als FDt 16 und schnellster Zug der Deutschen Reichsbahn, eine mittlere Reisegeschwindigkeit von 126,2 km/h, dampflokbespannte FD in der Relation Berlin–Hamburg immerhin noch 119,5 km/h.
Bis heute Maßstäbe setzende Reisezeiten erzielten die Fernschnelltriebwagen auf fast allen ihren Routen, wie ein exemplarischer Vergleich mit dem ICE zeigt:
- Berlin–Hamburg: FDt 2:17 h, ICE 1:42 h (zus. Halt in Spandau)
- Berlin–Hannover: FDt 1:54 h (von Berlin-Zoo), ICE 1:36 h (zus. Halt in Spandau)
- Berlin–Köln: FDt 4:41 h (von Berlin-Zoo), ICE 4:17 h (zus. Halte in Spandau, Wolfsburg, Bielefeld)
- Berlin–Frankfurt: FDt 5:00 h (von Berlin-Anhalter Bf.), ICE 3:56 h (zus. Halt in Südkreuz, anderer Zuglauf in 3:39 h)
- Berlin–Stuttgart: FDt 7:13 h (von Berlin-Anhalter Bf.), ICE 5:04 h (anderer Zuglauf)
- Berlin–München: FDt 7:04 h (von Berlin-Anhalter Bf., Rückfahrt in 6:44 h), ICE 3:55 h (ab Dez. 2017, zus. Halte in Südkreuz, Erfurt und statt Halt in Leipzig in Halle)

Die Akzeptanz des Angebots war so gut, dass sogar Nutzungsbeschränkungen ausgesprochen werden mussten.
Die meisten FD-Züge wurden im Zuge der Kriegsvorbereitungen am 22. August 1939 aufgegeben, darunter alle mit Dieseltriebwagen gefahrenen Verbindungen, einige lokomotivbespannte Züge verkehrten darüber hinaus. Es wird davon ausgegangen, dass die verbliebenen FD-Züge nach dem Januar 1940 nicht mehr verkehrten, auch wenn ein letzter FD-Zug sogar noch im Sommerfahrplan 1941 verzeichnet war, freilich mit dem Vermerk „Verkehrt nur auf besondere Anordnung“.

### Besonderheiten
Eine Besonderheit war, dass der Rheingold als Zeichen seiner Exklusivität bis 1936 als „FFD“ bezeichnet wurde, was von den Reisenden auch mit einem preislich über dem FD-Zuschlag liegenden, besonderen Zuschlag abzugelten war.
Der FD 23/24 zwischen Berlin Lehrter Bahnhof und Altona Hauptbahnhof war der erste Zug, der ab 1926 mit Zugtelefon ausgestattet wurde. Dem folgten die anderen in dieser Verbindung verkehrenden FD-Züge.
Im gehobenen Komfort- und Preissegment verkehrten auch die Luxuszüge, die in der Regel von der CIWL betrieben wurden, international unterwegs waren, oftmals nur die 1. Klasse und den Buchstaben „L“ vor der Zugnummer führten.

## Deutsche Bundesbahn

Fernschnellzugzuschlag zu 4,00 D-Mark, ausgegeben vom Deutschen Reisebüro in Bad Vilbel am 14. Oktober 1970

Nach dem Zweiten Weltkrieg dauerte es mehrere Jahre, bevor ein entsprechendes Angebot wieder eingeführt wurde. Der Fernschnellzugverkehr der DB entstand schließlich aus zwei Komponenten:
- den internationalen FD-Zügen, die Deutschland schon bald wieder querten und
- den SVT, die den Krieg überstanden hatten und von den Besatzungsmächten nicht beschlagnahmt oder an die westdeutschen Bahnen zurückgegeben wurden.

### Voraussetzungen
In der unmittelbaren Nachkriegszeit fehlten die technischen Voraussetzungen und die Kundschaft für ein Angebot des gehobenen Komfort- und Preissegments in Deutschland. Erste Fernverbindungen auf deutschen Schienen waren deshalb „Luxuszüge“ (L) des internationalen Verkehrs. So fuhr spätestens seit Mai 1946 der Nord-Express (L 11/12) zwischen Paris und Berlin.
Mit dem Wirtschaftsaufschwung nach der Währungsreform 1948 in den Westzonen und durch den Koreakrieg entstand zwar wieder die Kundschaft für ein Angebot des gehobenen Komfort- und Preissegments, aber es mangelte vor allem noch an Wagen der „Polsterklassen“, die entweder beschädigt oder von den Besatzungsmächten für eigene Zwecke requiriert waren.

#### Internationale Verbindungen
Weitere internationale Verbindungen folgten, die in Deutschland als Fernschnellzüge (noch mit dem Kürzel „FD“) geführt wurden, etwa der FD 191/192 (Hannover–Kopenhagen), FD 111/112 (Amsterdam–Berlin) oder FD 211/212 (Basel SBB–Straßburg–Mainz)–Amsterdam. Diese Züge waren allerdings für deutsche Reisende zunächst gesperrt. Die meisten dieser Züge führten damals alle drei Klassen und die über Nacht verkehrenden Schlafwagen.

#### Binnenverkehr
In der Tradition und – zunächst – mit einigen erhaltenen Fahrzeugen aus der Vorkriegszeit wurden auch wieder Dieseltriebwagen eingesetzt. Es waren damals die einzigen Fahrzeuge der DB, die planmäßig schneller als 120 km/h fuhren. Die ersten dieser Verbindungen waren:
- FDt 65/66[Anm. 3], Hamburg-Altona–Berlin Stadtbahn, ab 1949[18][Anm. 4]
- FDt 77/78, Basel[Anm. 5]–Frankfurt: Fernschnelltriebwagen Rhein-Main, ab 1949.
- FDt 17/18, Köln–Hamburg-Altona, ab 1950[19]
- FDt 19/20, Frankfurt–Köln–Hamburg-Altona, ab 1950[19]
- FDt 71/72, Frankfurt–Bebra–Hamburg-Altona, ab 1950[19]

### Reform 1951

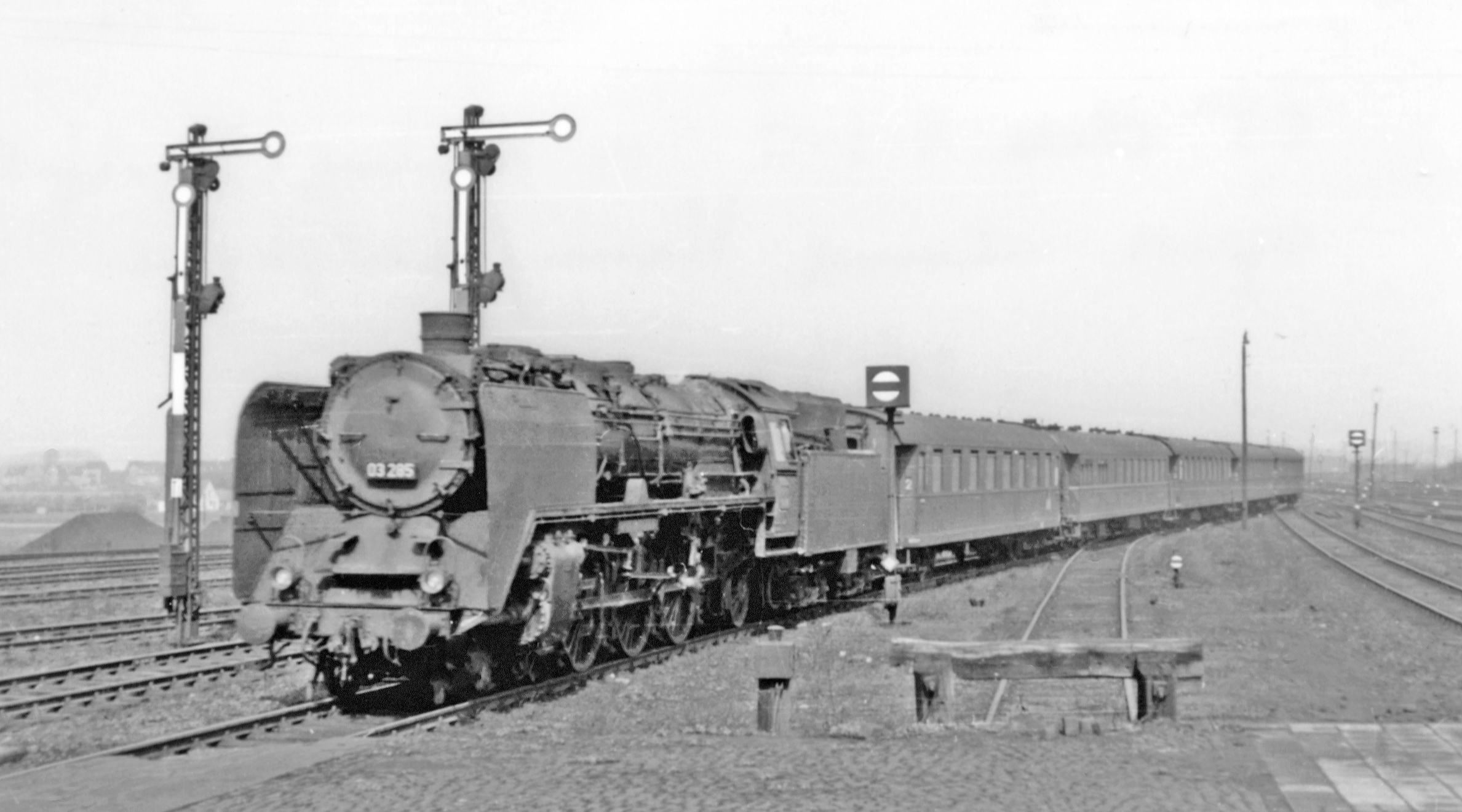
F 3/4 Hamburg–Frankfurt bei der Einfahrt in Hamm, 1953

Zum Sommerfahrplan 1951 führte die Deutsche Bundesbahn die Zuggattung Fernschnellzug im Binnenverkehr wieder ein. Die Züge führten nun statt den Bezeichnungen „FD“ und „FDt“ die Bezeichnungen „F“ und „Ft“. Beworben wurden sie unter der Bezeichnung Netz der leichten Fernschnellzüge – im Gegensatz zu den internationalen „schweren“ Fernschnellzügen. Den „leichten“ F-Zug zog anfangs eine Schnellzug-Dampflokomotive und er bestand aus zwei oder drei Personenwagen und einem Speisewagen, der durch die DSG bewirtschaftet wurde. In einigen Fällen kam stattdessen auch ein Personenwagen mit Speiseabteil zum Einsatz, so beim F 53/54, Domspatz, der am Anfang nur aus einem Wagen 1. Klasse und einem weiteren Wagen 1. Klasse mit Speiseabteil bestand, insgesamt also nur 66 Sitzplätze (ohne das Speiseabteil) bot. Aufgrund von Fahrzeugmangel wurden auch 1952 noch gemischtklassige Wagen 2. und 3. Klasse eingesetzt, obwohl die Züge eigentlich nur die 2. Klasse führen sollten. Die alte 1. Klasse führten nur Züge im grenzüberschreitenden Verkehr, z. B. der Rheingold-Expreß. Mit der Klassenreform 1956, bei der die alte 1. Klasse abgeschafft und die 2. und 3. Klasse in 1. und 2. Klasse umbenannt wurden, führten F-Züge ausschließlich die (neue) 1. Klasse. Eine weitere wichtige Neuerung 1951 war, dass die Grenzkontrollen nun im fahrenden Zug stattfanden und dadurch die langen Aufenthalte für Kontrollen an den Grenzbahnhöfen entfielen.
Ab Winterfahrplan 1951 begann die DB damit, Züge mit Namen zu versehen. Die ersten waren die Zugpaare
- F 13/18, Bonn–Hannover: Sachsenroß und
- F 31/32, Frankfurt–Dortmund: Rhein-Main.

Während des Winters veranstaltete die DB ein Preisausschreiben „Sucht Namen für Züge“ unter den Fahrgästen mit dem – wenig überraschenden – Ergebnis, dass sich Namen leichter als Zugnummern merken ließen. So erhielten im Sommerfahrplan 1952 neun weitere F-Züge preisgekrönte Namen.

### Weitere Entwicklung

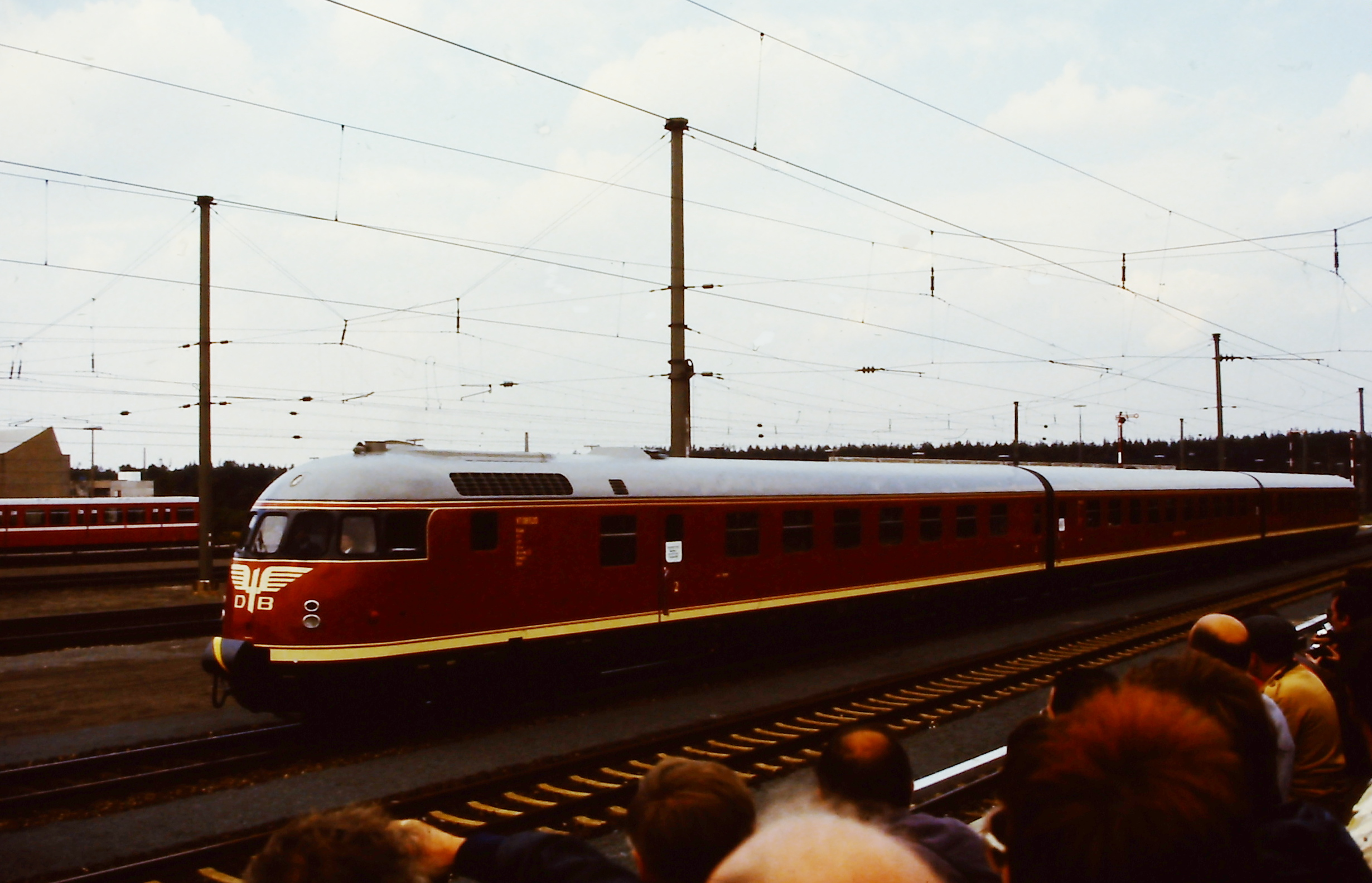
VT 08 520 als Münchner Kindl bei der Jubiläumsparade „150 Jahre deutsche Eisenbahn“ in Nürnberg, 1985

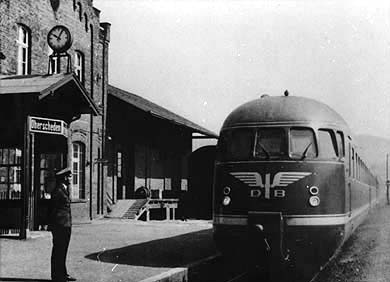
Ein VT 08^{5} durchfährt als Ft Roland den Bahnhof Oberscheden (Dransfelder Rampe), 1953

Übersicht der in Nord-Süd-Richtung verkehrenden F-Züge im Sommerfahrplan 1956

1953 standen der DB 15 Vorkriegs-SVT und 8 Neubau-Triebwagen der Baureihe VT 085 zur Verfügung und damit eine ausreichende Zahl von Dieseltriebwagen, um alle im Fahrplan als „Ft“ ausgewiesenen Züge auch in der Realität mit Triebwagen fahren zu können. Das waren:
- Ft 2/1 Kiel–Hamburg-Altona–Köln
- Ft 7/8 Basel–Dortmund–Basel
- Ft 27/28 München–Dortmund
- Ft 29/30 München–Frankfurt
- Ft 31/32 Frankfurt–Dortmund
- Ft 37/38 Regensburg–Dortmund
- Ft 42/41 Hamburg-Altona–Frankfurt–Kiel
- Ft 43/44 Bremen–Basel
- Ft 45/46 Frankfurt–Basel
- Ft 77/78 Frankfurt–Zürich
- 127/128 München–Frankfurt
- 231/232 Frankfurt–Luxemburg

1954 betrieb die DB dann bereits 14 VT 085
Ein fahrplantechnisch besonderes Konstrukt war die Rheinblitz-Gruppe aus den mit Triebwagen gefahrenen Zügen Ft 7/27/37 und Ft 8/28/38. Sie verkehrte abschnittsweise zusammengekuppelt.
Im lokomotivbespannten F-Zug-Dienst wurden zunächst stählerne Einheitswagen mehrerer Verwendungsgruppen mit überarbeiteter Inneneinrichtung eingesetzt. Der Außenanstrich wechselte vom Einheitsflaschengrün auf Stahlblau (RAL 5011). Zusätzlich war der Schriftzug Deutsche Bundesbahn oder, wenn die Wagen nur in Deutschland unterwegs waren, die Buchstaben DB in silberfarbenen Lettern auf den Seitenwänden angebracht. Insgesamt sind mindestens 76 Wagen für diesen Zweck umgebaut worden. Dazu gehörten auch die Wagen des Henschel-Wegmann-Zuges, die als Blauer Enzian zwischen München und Hamburg eingesetzt waren.
Mit der Auslieferung neuer Wagen, des Typs AB4üm, der späteren UIC-Type X ab 1953, wurden die Vorkriegswagen nach und nach aus dem Fernschnellzugdienst verdrängt, ein Übergang, der aber erst 1962 abgeschlossen war. Der blaue F-Zug-Anstrich wurde für die Neubauwagen, die ausschließlich Abteile 1. Klasse aufwiesen, übernommen.
Das F-Zug-Netz wurde sehr gut angenommen. Schon bald reichte die Kapazität der Triebwagen in einigen Verbindungen nicht mehr aus und es mussten zusätzliche Züge gefahren werden. So etwa schon 1953 in dem schon um eine Einheit verstärkten Rhein-Donau-Blitz: Als Entlastung wurde der F 19/20, Glückauf, zwischen Essen und Frankfurt eingelegt.
Ab 1956 wurde in der Darstellung im Fahrplan auf den Unterschied zwischen „F“ und „Ft“ verzichtet. Es gab nun nur noch das „F“ und wenn die entsprechende Verbindung ein Triebwagen fuhr, wurde das mit dem entsprechenden Piktogramm eines Triebwagens gekennzeichnet. Eine weitere wichtige Reform dieses Jahres war, dass die (alte) 1. Klasse entfiel und es künftig nur noch die (neue) 1. und 2. Klasse gab. F-Züge führten also nun in der Regel nur die 1. Klasse. Bis dahin hatten als einzige F-Züge der Rheingold und der Rhein-Pfeil die alte 1. und 2. Klasse angeboten.
Ihre Spitzenstellung als Reisezug-Angebot verloren die Fernschnellzüge, als 1957 der Trans-Europ-Express-Verkehr (TEE) begann. In der Folge wurden eine Reihe der internationalen Fernschnellzüge entweder durch einen TEE-Kurs ersetzt, etwa beim Rheingold, oder zu einem D-Zug herabgestuft, ein Prozess, der sich bis 1969 hinzog. Zuvor aber hatten Rheingold und Rheinpfeil schon 1962 das modernste Wagenmaterial erhalten, darunter auch die Domecars.
Das Netz der F-Züge bildete aber im westdeutschen Binnenverkehr weiter den Kern des hochwertigen Angebotes. Ab 1967 kam es zu einer Reihe von Umnummerierungen der Züge, bedingt durch Vorgaben der UIC aber in noch größerem Maß durch die Einführung der elektronischen Platzreservierung. Ebenfalls ab 1967 waren im F-Zug-Verkehr auch keine Triebwagen der Nachkriegsbaureihe VT 085 mehr eingesetzt.

### Ende
Mit Ablauf des Sommerfahrplans am 25. September 1971 endete auch der Verkehr der F-Züge. Sie wurden durch ein Netz von Intercity-Zügen ersetzt, die im Zwei-Stunden-Takt verkehrten. Auch sie führten zunächst ausschließlich die 1. Klasse. Im Gegensatz zu den F-Zügen wiesen sie aber nun hinsichtlich der Personenwagen den Standard der TEE-Züge auf.

## Wissenswert
- Der Zuglauf des F 33/34 Gambrinus war ab 1953, als er die Strecke München–Köln–Kiel befuhr, mit 1201 km der längste im F-Zug-Netz.[27]
- Der Fernschnellzug Ft 1101/1124 (Frankfurt–Bar-le-Duc) war mit nur 52 Sitzplätzen das F-Zug-Angebot mit der geringsten Kapazität.[27]
- Der Ft 49/50 Komet war der einzige F-Zug, der als reiner Schlafwagenzug verkehrte.[Anm. 7] Er wurde 1953 bis 1955 planmäßig mit dem Triebwagen VT 10 551 gefahren. Da es von dieser Baureihe nur ein Fahrzeug gab, wurde die Verbindung in jeder Fahrtrichtung nur drei Mal pro Richtung und Woche angeboten. Bei technisch bedingten Ausfällen oder wenn der Zug von Regierung oder Bundespräsident genutzt wurde, verkehrte ersatzweise ein lokomotivbespannter Wagenzug, von dem dazu je einer in Basel und in Hamburg ständig vorgehalten werden musste.
- Der FDt 77/78 Helvetia Zürich–Hamburg-Altona verkehrte ab 1954 zwischen Frankfurt und Hannover ohne Halt über Bebra. Das war damals mit 348,5 km die längste Strecke, die bei der DB ohne Halt zurückgelegt wurde.[33]
- Im Jahre 1941 veröffentlichte Ernst Weiland, auch bekannt als „Bimbo, der Tricktrommler“, mit seinem Tanzorchester bei Odeon die Platte FD 79 – Exzentrik Foxtrott (O-31675). Durch das Stück wurde die Geräuschkulisse eines fahrenden Fernschnellzuges nachempfunden.[34] Der FD 79 verkehrte von München nach Berlin.
- Die von 1923 bis 1951 verwendete Gattungsbezeichnung FD fand bei der Deutschen Bundesbahn zwischen 1983 und 1993 nochmals Verwendung; sie stand in dieser Zeit für die Zuggattung Fern-Express.